# Reservatório do Azate
O reservatório do Azate (em armênio: Ազատի ջրամբար; romaniz.: Azati ǰrambar), também chamado lago Lanjazate (Լանջազատ լիճ, Lanǰazat lič) é um reservatório na província de Ararate, na Armênia, no curso médio do rio Azate, perto da vila de Lanjazate. Foi colocado em operação em 1976. Tem área é de 2,85 quilômetros quadrados e o volume total é de 70 milhões de metros cúbicos. A profundidade máxima do reservatório é de 72,4 metros.